# Rostislav Olesz
Rostislav Olesz (* 10. října 1985 Bílovec) je český hokejový útočník. Od začátku roku 2024 začal spolukomentovat hokejové zápasy pro Českou televizi, včetně Mistrovství světa 2024.

## Hráčská kariéra
Od sezóny 2000-01 v hrál v týmu HC Vítkovice. Ke svému prvnímu extraligovému zápasu nastoupil 26. ledna 2001 ve věku 15 let a 3 měsíce. Celkem za Vítkovice odehrál 100 zápasů a vstřelil 10 gólů. Svůj první start v reprezentaci dospělých absolvoval 22. prosince 2002 a stal se nejmladším českým reprezentantem v historii. V roce 2004 byl vyměněn z Vítkovic do pražské Sparty. Ve Spartě odehrál 52 utkání a vstřelil 6 gólů. Svůj první zápas v NHL odehrál 5. října 2005 proti Atlantě. A svoji první trefu docílil v zápase s New York Islanders 10. října 2005 do prázdné branky. Českou republiku reprezentoval na ZOH v Turíně, odkud si odvezl bronzovou medaili, a na MS 2007 a 2009. Zúčastnil se i dvou juniorských MS do 20 let. V červenci 2013 podepsal s New Jersey Devils roční smlouvu a jeho základní příjem činil 700 tisíc amerických dolarů. Po nepřesvědčivých výkonech na začátku sezóny byl klubem poslán na farmu Albany Devils, kde ale v nižší AHL už nechtěl pokračovat. Proto se rozhodl v zámoří po osmi letech skončit a zkusit štěstí ve švýcarské lize, kde nastupoval za třináctinásobného mistra SC Bern. Po skončení ročníku ve švýcarské soutěži se připravoval na novou sezonu v mateřském týmu ve Vítkovicích. Jelikož neobdržel zajímavou nabídku, rozhodl se setrvat v týmu . Ve Vítkovicích nakonec setrval celou část sezony a před další se dohodl s vedením klubu na nové tříleté smlouvě s klauzuli, že v případě zájmu ze Švýcarska může odejít.  V průběhu sezony 2015/16 odešel na výpomoc švýcarskému klubu SCL Tigers formou hostování. Po sezoně 2015/16 se vrátil zpět do svého mateřského týmu. Tam působil až do léta 2019, kdy odešel kvůli neshodám s trenéry. Další čtyři sezóny strávil v olomouckém klubu, kde skončil po extraligovém ročníku 2022/2023. V říjnu 2023 začal trénovat s druholigovým klubem HK Nový Jičín, za který od listopadu 2023 hraje.

## Ocenění a úspěchy
- 2005 ČHL - Nejproduktivnější nováček
- 2005 MSJ - Nejlepší střelec
- 2013 AHL - Hráč týdne (7. dubna 2013)

## Prvenství
- Debut v NHL - 5. října 2005 (Florida Panthers proti Atlanta Thrashers)
- První asistence v NHL - 7. října 2005 (Florida Panthers proti Tampa Bay Lightning)
- První gól v NHL - 10. října 2005 (New York Islanders proti Florida Panthers, americkému brankáři Ricku DiPietrovi)

## Klubová statistika
| Sezóna       | Klub                | Soutěž       |     | Základní část | Základní část | Základní část | Základní část | Základní část |   | Play off | Play off | Play off | Play off | Play off |
| Sezóna       | Klub                | Soutěž       | Z   | G             | A             | B             | TM            | Z             | G | A        | B        | TM       |          |          |
| 2000–01      | HC Vítkovice        | ČHL          | 3   | 0             | 1             | 1             | 0             | —             | — | —        | —        | —        |          |          |
| 2001–02      | HC Vítkovice        | ČHL          | 11  | 1             | 2             | 3             | 0             | —             | — | —        | —        | —        |          |          |
| 2002–03      | HC Vítkovice        | ČHL          | 40  | 6             | 3             | 9             | 41            | 5             | 0 | 0        | 0        | 2        |          |          |
| 2002–03      | HC Dukla Jihlava    | 1.ČHL        | 2   | 1             | 0             | 1             | 0             | 1             | 0 | 0        | 0        | 0        |          |          |
| 2002–03      | HC Slezan Opava     | 1.ČHL        | 1   | 0             | 0             | 0             | 0             | —             | — | —        | —        | —        |          |          |
| 2003–04      | HC Vítkovice        | ČHL          | 35  | 1             | 11            | 12            | 10            | 6             | 2 | 1        | 3        | 4        |          |          |
| 2004–05      | HC Sparta Praha     | ČHL          | 47  | 6             | 7             | 13            | 12            | 5             | 0 | 2        | 2        | 0        |          |          |
| 2005–06      | Florida Panthers    | NHL          | 59  | 8             | 13            | 21            | 24            | —             | — | —        | —        | —        |          |          |
| 2006–07      | Florida Panthers    | NHL          | 75  | 11            | 19            | 30            | 24            | —             | — | —        | —        | —        |          |          |
| 2006–07      | Rochester Americans | AHL          | 4   | 1             | 2             | 3             | 4             | —             | — | —        | —        | —        |          |          |
| 2007–08      | Florida Panthers    | NHL          | 56  | 14            | 12            | 26            | 16            | —             | — | —        | —        | —        |          |          |
| 2008–09      | Florida Panthers    | NHL          | 37  | 4             | 5             | 9             | 8             | —             | — | —        | —        | —        |          |          |
| 2009–10      | Florida Panthers    | NHL          | 78  | 14            | 15            | 29            | 28            | —             | — | —        | —        | —        |          |          |
| 2010–11      | Florida Panthers    | NHL          | 44  | 6             | 11            | 17            | 8             | —             | — | —        | —        | —        |          |          |
| 2011–12      | Chicago Blackhawks  | NHL          | 6   | 0             | 0             | 0             | 6             | —             | — | —        | —        | —        |          |          |
| 2011–12      | Rockford IceHogs    | AHL          | 50  | 17            | 24            | 41            | 32            | —             | — | —        | —        | —        |          |          |
| 2012–13      | Rockford IceHogs    | AHL          | 14  | 7             | 12            | 19            | 4             | —             | — | —        | —        | —        |          |          |
| 2013–14      | New Jersey Devils   | NHL          | 10  | 0             | 2             | 2             | 0             | —             | — | —        | —        | —        |          |          |
| 2013–14      | Albany Devils       | AHL          | 5   | 1             | 3             | 4             | 4             | —             | — | —        | —        | —        |          |          |
| 2013–14      | SC Bern             | NLA          | 23  | 7             | 4             | 11            | 12            | —             | — | —        | —        | —        |          |          |
| 2014–15      | HC Vítkovice Steel  | ČHL          | 38  | 12            | 10            | 22            | 30            | —             | — | —        | —        | —        |          |          |
| 2015–16      | HC Vítkovice Steel  | ČHL          | 34  | 17            | 12            | 29            | 18            | —             | — | —        | —        | —        |          |          |
| 2015–16      | SCL Tigers          | NLA          | 15  | 4             | 4             | 8             | 2             | —             | — | —        | —        | —        |          |          |
| 2016–17      | HC Vítkovice Ridera | ČHL          | 41  | 8             | 12            | 20            | 28            | 5             | 0 | 1        | 1        | 4        |          |          |
| 2017–18      | HC Vítkovice Ridera | ČHL          | 52  | 16            | 14            | 30            | 44            | 4             | 0 | 0        | 0        | 6        |          |          |
| 2018–19      | HC Vítkovice Ridera | ČHL          | 31  | 10            | 9             | 19            | 28            | 8             | 0 | 1        | 1        | 2        |          |          |
| 2019–20      | HC Olomouc          | ČHL          | 52  | 8             | 11            | 19            | 10            | —             | — | —        | —        | —        |          |          |
| 2020–21      | HC Olomouc          | ČHL          | 46  | 6             | 9             | 15            | 14            | 7             | 3 | 0        | 3        | 2        |          |          |
| 2021–22      | HC Olomouc          | ČHL          | 36  | 4             | 8             | 12            | 20            | 1             | 0 | 0        | 0        | 0        |          |          |
| 2022–23      | HC Olomouc          | ČHL          | 38  | 4             | 10            | 14            | 37            | 1             | 0 | 0        | 0        | 0        |          |          |
| 2023–24      | HK Nový Jičín       | 2.ČHL        | 23  | 8             | 12            | 20            | 16            | 8             | 3 | 0        | 3        | 10       |          |          |
| Celkem v NHL | Celkem v NHL        | Celkem v NHL | 365 | 57            | 77            | 134           | 118           | —             | — | —        | —        | —        |          |          |

## Reprezentační statistiky
| Rok                    | Tým                    | Soutěž                 | Z  | G  | A | B  | TM |
| ---------------------- | ---------------------- | ---------------------- | -- | -- | - | -- | -- |
| 2003                   | Česko 18               | MS-18                  | 6  | 2  | 3 | 5  | 4  |
| 2002-03                | Česko                  | EHT                    | 1  | 0  | 0 | 0  | 0  |
| 2004                   | Česko 20               | MSJ                    | 6  | 3  | 2 | 5  | 6  |
| 2005                   | Česko 20               | MSJ                    | 7  | 7  | 3 | 10 | 12 |
| 2004-05                | Česko                  | EHT                    | 6  | 0  | 0 | 0  | 2  |
| 2006                   | Česko                  | OH                     | 8  | 0  | 0 | 0  | 2  |
| 2007                   | Česko                  | MS                     | 7  | 2  | 3 | 5  | 4  |
| 2008-09                | Česko                  | EHT                    | 3  | 0  | 0 | 0  | 0  |
| 2009                   | Česko                  | MS                     | 7  | 0  | 1 | 1  | 2  |
| 2015-16                | Česko                  | EHT                    | 3  | 0  | 0 | 0  | 0  |
| Juniorská reprezentace | Juniorská reprezentace | Juniorská reprezentace | 19 | 12 | 8 | 20 | 22 |
| Seniorská reprezentace | Seniorská reprezentace | Seniorská reprezentace | 35 | 2  | 4 | 6  | 10 |